# 田辺定義
田辺 定義（たなべ さだよし、明治21年（1888年）10月20日 - 平成12年（2000年）1月18日、旧字体：田邊 定義）は、男性長寿日本一だった現在の鳥取県日野郡多里村（現在の日南町）出身の男性。

## 人物
広島県の高等小学校卒業後、郵便局に勤め、のちに公務員となる。その後、東京市職員、東京市政調査会常務理事、公明選挙連盟理事、明るい選挙推進協会顧問などを歴任した。
1999年4月29日より日本人男性の国内最高齢者（男性長寿日本一）となる。 
2000年1月18日、神奈川県川崎市で111歳と90日で死去。新聞など大手メディアで訃報の報道はされなかった。墓所は多磨霊園。
| 記録          | 記録                                                   | 記録            |
| ------------- | ------------------------------------------------------ | --------------- |
| 先代 石崎伝蔵 | 存命男性のうち日本最高齢 1999年4月29日 - 2000年1月18日 | 次代 中願寺雄吉 |